# Butyraldehyd
Butyraldehyd (systematický název butanal) je organická sloučenina se vzorcem CH3(CH2)2CHO. Jedná se o aldehyd odvozený od butanu. Za běžných podmínek je to bezbarvá hořlavá kapalina s pachem zpocených nohou. Butyraldehyd je mísitelný s většinou organických rozpouštědel.

## Výroba
Butyraldehyd se vyrábí téměř výhradně hydroformylací propylenu:
CH3CH=CH2 + H2 + CO → CH3CH2CH2CHO
Tradičně se hydroformylace katalyzovala karbonylem kobaltu, později rhodiovým komplexem trifenylfosfinu. Dominantní technologie zahrnuje použití rhodiových katalyzátorů odvozených z ve vodě rozpustných ligandů Tppts. Vodný roztok těchto katalyzátorů konvertuje propylen na aldehyd, který tvoří lehčí nemísitelnou fázi. Ročně se takto vyrobí cca 6 milionů tun butyraldehydu.
Butyraldehyd lze vyrábět také katalytickou dehydrogenací n-butanolu. V určité době se průmyslově vyráběl též katalytickou hydrogenací krotonaldehydu, který je odvozen od acetaldehydu.
Je-li butyraldehyd déle vystaven vzduchu, oxiduje na kyselinu máselnou.